# Falcon (Fahrradhersteller)
Falcon war ein englischer Hersteller von Rennrädern und wurde von Ernie Clements gegründet.
Clements war einer der erfolgreichsten Radrennfahrer des Königreichs in den Jahren nach dem Zweiten Weltkrieg. Er gewann die Road Championships drei Mal zwischen 1943 und 1946. Die Firma ging in einem britischen Cycling Conglomerate 1978 auf und produzierte bis in die 1980er unter dem Label Rahmen. Falcon stellte auch unter einer Reihe weiterer Namen Rahmen her, wie z. B. unter Eddy Merckx für den englischen und US-Markt.